# 夫婦が壊れるとき
『夫婦が壊れるとき』（ふうふがこわれるとき）は、2023年4月8日（7日深夜）から7月1日（6月30日深夜）まで、日本テレビで新設されたドラマ枠「金曜ドラマDEEP」で放送されたテレビドラマ。主演は稲森いずみ。
イギリスのBBCで放送された『女医フォスター 夫の情事、私の決断』（原題：『Doctor Foster』）のリメイクドラマ。
2020年に韓国でもキム・ヒエ主演「夫婦の世界」としてリメイクされている。

## あらすじ
病院の副院長を務める内科医･陽子は、家族3人で、誰もがうらやむ幸せな家庭。陽子の美しさと名声もさることながら、夫・昂太は映像関連の会社を経営し、結婚当初と変わらず陽子を愛してくれる。息子も明るく健やかに育ち、人生は完璧。そう陽子は信じていた。夫が北の大地の出張から帰って来るまでは？当日の朝に陽子は、違和感を覚える。出張から帰った夫が、女性物リップクリームを持っていた。夫のマフラーには、他の女の長い髪の毛を発見。まさか女？気が気でない陽子は、長い髪の女を一日中意識してしまう。陽子の患者の1人佐倉美南。夫の会社の部下で松井彩、家族ぐるみの付き合いをしている絵画の先生・加集朋美もマフラーに付いていた色と同じで長い髪だ。そして朋美は夫と同じリップを持参している。次日、親友の相沢佳奈子は「考えすぎじゃない？」となだめてくれるが、気持ちが晴れない陽子は、夕方、早めに仕事を切り上げ、会社帰りの夫の後を尾行する。仕事も家庭も今まで完璧だと思っていた世界一先は、暗闇だった。
周辺の人間関係は、すべて裏切り者！？愛する夫の本性を知った時、陽子の愛憎渦巻く復讐劇が今ここに始まる！

## キャスト

### 主要人物
真壁陽子
演 - 稲森いずみ
内科医。陽風台クリニックの副院長。イギリス版におけるジェマ・フォスターおよび韓国リメイク版のチ・ソヌにあたる人物。

### 真壁家
真壁昂太
演 - 吉沢悠
陽子の夫。売れない映画監督兼映像制作会社「Calm Pictures」の社長。イギリス版におけるサイモン・フォスターおよび韓国リメイク版のイ・テオにあたる人物。
真壁凪
演 - 宮本琉成
陽子の息子。

### 佐倉家
佐倉理央
演 - 優希美青
地元の名士の一人娘。昂太の愛人。イギリス版におけるケイト・パークスおよび韓国リメイク版のヨ・ダギョンにあたる人物。
佐倉徹郎
演 - 矢島健一
理央の父親。
佐倉美南
演 - 七瀬なつみ
理央の母親。陽子の患者。料理研究家。

### 加集家
加集基樹
演 - 内田朝陽
会計士。昂太の同級生で、彼の会社の経理。
加集朋美
演 - 安藤聖
基樹の妻。自宅で絵画教室を開いている。

### 松井家
松井彩
演 - 黒澤はるか
昂太の部下。
松井実玖
演 - 長谷川晏
彩の娘。凪の友人。

### 陽風台クリニック
相沢佳奈子
演 - 内田慈
産婦人科医。陽子の同僚で、昂太と基樹の幼馴染。
藤野拓人
演 - 阿佐辰美
看護師。
高梨
演 - 半海一晃
院長。

### 周辺人物
吉野芽衣
演 - 結城モエ
陽子の患者。
峯田康生
演 - 犬飼貴丈
芽衣の恋人。DV癖がある。
大庭学
演 - 長谷川初範
心療内科医。陽子の恩師。
真壁由紀
演 - 松本留美
昂太の母。「やすらぎの丘」に入院中。
神崎真人
演 - 奥田洋平（第3話 - ）
弁護士。陽子の診察の予約患者。理央が現れたため、順番を飛ばされる。実は脳腫瘍の持病がある。

### ゲスト

#### 第2話
患者
演 - 近藤佑子
陽子の患者。満月が近づいたり、低気圧になると眠れなくなると相談する。
子供たち
演 - 令旺（第3話）、和田虎白（第3話）
「Calm Pictures」10周年記念パーティに出席していた子供たち。昂太を祝って「ハッピーバースディ」を歌う。

#### 第3話
カメラマン
演 - 小平伸一郎
真壁家の結婚写真撮影のカメラマン。

#### 第4話
ゾラ
演 - 里々佳（第8話）
芽衣が働くクラブ「Tucker」のバーテン。

#### 第5話
看護師
演 - 金子ゆい（第9話）
真壁由紀が入院する「やすらぎの丘」の看護師。

#### 第6話
中村
演 - 山岸門人
真壁家のメインバンクの行員。口座の取引明細書を陽子に渡す。

#### 第7話
ホテルの店員
演 - 田村智浩
陽子と基樹が会ったホテルのレストランの店員。

#### 第9話
ひつじねいり、もめんと
演 - ひつじねいり、もめんと（どちらも本人役）
真壁家のリビングのテレビで流れる番組「爆笑芸人ネタ祭り」に出演する漫才師。

#### 第10話
男性
演 - 春延朋也
朝の海岸を犬連れで散歩する男性。陽子のスマホを見つけて声をかける。

#### 第11話
宅配業者
演 - 西田稜海
陽子が昂太宛の荷物と離婚届を配達させた。

#### 最終話
刑事
演 - 三嶋健太
逮捕した峯田を光丘警察署に連行する。
カフェ店員
演 - 高橋奈々
顔が傷だらけの芽衣と陽子を見て驚く。

## スタッフ
- 原作 - 『女医フォスター 夫の情事、私の決断』（原題：『Doctor Foster』）[1]
- 脚本 - 鹿目けい子、三國月々子、上野詩織[1]
- 音楽 - 福廣秀一朗[1]
- 主題歌 - yukaDD「WRONG」（avex trax）[18]
- 演出 - 大塚恭司、長尾くみこ、山元環[1]
- 制作 - 鈴木淳一[1]
- プロデュース - 藤澤季世子[1]
- プロデューサー - 伊藤裕史、北川雅一[1]
- 制作協力 - テレパック
- 製作著作 - 日本テレビ

## 放送日程
| 各話   | 放送日  | サブタイトル                        | 脚本       | 演出       |
| ------ | ------- | ----------------------------------- | ---------- | ---------- |
| #1     | 4月08日 | 世界の問題作をリメイク              | 鹿目けい子 | 大塚恭司   |
| #2     | 4月15日 | ついに浮気相手が発覚                | 鹿目けい子 | 大塚恭司   |
| #3     | 4月22日 | 夫への復讐が動きだす                | 鹿目けい子 | 大塚恭司   |
| #4     | 4月29日 | 不倫相手の妊娠                      | 三國月々子 | 長尾くみこ |
| #5     | 5月06日 | 妻vs不倫相手、直接対決再び          | 三國月々子 | 長尾くみこ |
| #6     | 5月13日 | クズ夫の新たな裏切り…!              | 上野詩織   | 山元環     |
| #7     | 5月20日 | 息子携帯に夫の不倫動画…怒りは頂点へ | 鹿目けい子 | 山元環     |
| #8     | 5月27日 | 作戦決行…夫を私の人生から排除       | 鹿目けい子 | 長尾くみこ |
| #9     | 6月03日 | 夫が不倫相手と破局…?新たなワナ      | 三國月々子 | 長尾くみこ |
| #10    | 6月10日 | 仕掛けられた炎上…裏切者は誰?        | 三國月々子 | 山元環     |
| #11    | 6月17日 | 愛人両親に全てを暴露…地獄の会食     | 鹿目けい子 | 山元環     |
| #12    | 6月24日 | 逆ギレ夫vs妻は華麗な反撃へ          | 鹿目けい子 | 長尾くみこ |
| 最終話 | 7月01日 | 復讐妻…衝撃のラスト                 | 鹿目けい子 | 長尾くみこ |

- #3は前日放送の金曜ロードショー『ボヘミアン・ラプソディ』（21時 - 23時24分）[20]に伴う特別編成の関係で30分繰り下げられ、1時 - 1時29分に放送された[21]。
- #5は前日放送の金曜ロードショー『ルパン三世 カリオストロの城』（21時 - 23時4分）[22]に伴う特別編成の関係で10分繰り下げられ、0時40分 - 1時9分に放送された[23]。
- #6は前日放送の金曜ロードショー『ワイルド・スピード/ジェットブレイク』（21時 - 23時9分）[24]に伴う特別編成の関係で15分繰り下げられ、0時45分 - 1時14分に放送された[25]。
- #7は前日放送の金曜ロードショー『レイダース/失われたアーク《聖櫃》』（21時 - 23時19分）[26]に伴う特別編成の関係で25分繰り下げられ、0時55分 - 1時24分に放送された。
- #8は前日放送の金曜ロードショー『インディ・ジョーンズ/魔宮の伝説』（21時 - 23時19分）[26]に伴う特別編成の関係で25分繰り下げられ、0時55分 - 1時24分に放送された。
- #9は前日放送の金曜ロードショー『リトル・マーメイド』（21時 - 22時54分）[27]に伴う特別編成の関係で5分繰り下げられ、0時35分 - 1時4分に放送された。
- #10は前日放送の金曜ロードショー『美女と野獣』（21時 - 23時19分）[27]に伴う特別編成の関係で25分繰り下げられ、0時55分 - 1時24分に放送された。
- #11は前日放送の『アナザースカイ 1時間SP』（23時 - 翌0時）に伴う特別編成の関係で30分繰り下げられ、1時 - 1時29分に放送された。
- #12は前日放送の金曜ロードショー『インディ・ジョーンズ/最後の聖戦』（21時 - 23時29分）[26]に伴う特別編成の関係で35分繰り下げられ、1時5分 - 1時34分に放送された。
- 最終話は前日放送の金曜ロードショー『インディ・ジョーンズ/クリスタル・スカルの王国』（21時 - 23時24分）[26]に伴う特別編成の関係で30分繰り下げられ、1時 - 1時29分に放送された。

## スピンオフドラマ

### TVerオリジナルストーリー
本篇第1話の放送終了後から配信中。

### キャスト（スピンオフドラマ）
- 真壁陽子 - 稲森いずみ（#1）
- 真壁昂太 - 吉沢悠（#1、#2、#3）
- 真壁凪 - 宮本琉成（#1）
- カメラマン - 小平伸一郎（#1）
- 佐倉理央 - 優希美青（#2、#3）
- ピザ配達員 - 石崎竜史[29]（#2）
- 松井彩 - 黒澤はるか（#3）

### 配信日程
| 話数  | 配信日  | サブタイトル                         |
| ----- | ------- | ------------------------------------ |
| 第1話 | 4月08日 | 夫の携帯が怪しいとき                 |
| 第2話 | 4月15日 | 怪しい髪の毛が夫のマフラーにつくとき |
| 第3話 | 5月06日 | 不倫が始まるとき                     |